# Matina
Matina é um município brasileiro do estado da Bahia.

## História
Os primeiros registros da ocupação humana no território delimitado pelas encostas da Serra do Espinhaço e as margens dos rios São Francisco, Santo Onofre, Verde Grande e Verde Pequeno identificam que esse espaço era ocupado pelos povos indígenas Tupinaém, Canindé e Mongoió, de acordo com estudos etno-históricos e etnolinguísticos sobre as populações indígenas existentes durante a primeira metade do séc. XVI. No caso das terras que integram o contemporâneo município de Matina, elas estariam situadas em um território tradicionalmente ocupado pelos Tupinaém.
Com as primeiras invasões europeias provocadas pelos sertanistas e bandeirantes que adentraram neste território visando atender ao objeto do empreendimento colonial português de extração de riquezas da região, os povos indígenas originários acabaram sofrendo um genocídio em que os sobreviventes ao extermínio ou à escravidão acabaram sendo expulsos ou aculturados por meio de processos de miscigenação.
Em razão desse violento processo de colonização do território do Alto Sertão baiano, na segunda metade do século XVII, a Coroa portuguesa passa a compreender esse espaço como desocupado e concede uma importante sesmaria ao mestre-de-campo luso-brasileiro Antônio Guedes de Brito que possibilitou a este estabelecer seu grande latifúndio, a Casa da Ponte que após sua morte se converteu em um morgadio. O morgadio Guedes de Brito abarcava uma extensa região de Morro do Chapéu, situada no centro da Bahia, até o Norte de Minas e era dividida em fazendas, que eram alugadas ("arrendadas") àqueles que queriam usar a terra, ou então, era ocupada informalmente, contra à vontade dos Guedes de Brito, por comunidades de posseiros (remanescentes de indígenas, quilombolas, vaqueiros e pequenos camponeses miscigenados) nas áreas menos valorizadas.
Dentre as fazendas que compunham o Morgadio dos Guedes de Brito entre o final do século XVII e meados do século XVIII, o território do atual município de Matina se encontrava inserido dentro dos limites da Fazenda Brejo ou Fazenda Brejo Grande, uma propriedade estabelecida na década de 1690 cuja sede se encontrava nas margens do rio Carnaíba de Fora, um dos formadores do rio das Rãs e que se estendia pelos contemporâneos municípios de Guanambi, Matina, Igaporã e Caetité.
A fazenda Brejo foi implantada pelos sertanistas Antônio Gonçalves Figueira e seu cunhado, Matias Cardoso de Almeida, onde eles formalizaram sua ocupação, ao arrendarem-na dos Guedes de Brito, tendo erguido um dos primeiros engenhos de açúcar naquela região do Alto Sertão baiano.
No século XIX, a fazenda Brejo ou Brejo Grande, também conhecida como Brejo das Carnaíbas ou Brejo de Matias João, que no século anterior haviam sido arrendadas junto aos Guedes de Brito sucessivamente pelo mestre-de-campo Pedro Leolino Mariz e por Matias João da Costa, foi um significativo latifúndio fraccionado em várias fazendas, sendo que as que se situavam nas contemporâneas terras matinenses eram a Fazenda Campo Grande (ocupada inicialmente por diversos rendeiros José Cândido Xavier, Henrique Ribeiro de Magalhães, Tertuliano Pereira Coutinho, José Ribeiro de Magalhães e Ana Teresa de Magalhães), a Fazenda Carnaíbas de Fora (ocupada inicialmente por Pedro Leolino Mariz), a Fazenda Santa Rosa (ocupada inicialmente por José Antônio da Silva Castro e sua esposa Joana de São João Castro), a Fazenda Grão-Mogol (ocupada inicialmente por Luis Ribeiro de Magalhães e Silva), a Fazenda Copiar (ocupada inicialmente por Antônio Rodrigues da Silva), a Fazenda Poço Dantas (ocupada inicialmente por Francisco de Brito Gondim), a Fazenda Tamanduá (ocupada inicialmente por José de Souza da Costa e seu irmão Agostinho de S. da Costa) e a Fazenda Vargens (ocupada inicialmente pelo capitão Francisco de Caires Ferreira).
Estes rendeiros delinearam a estrutura fundiária caracterizada por uma forte concentração de terras que constitui uma tendência no Alto Sertão baiano e que se reproduziu no território matinense.
Em meados da década de 1830, formou-se, dentro das terras da Fazenda Vargens, o povoado de Matas, núcleo populacional onde seria estabelecida posteriormente a cidade e sede do contemporâneo município de Matina.
De acordo com documentos topográficos e cartográficos de 1848, a localidade de Matas se encontrava subordinada à jurisdição da Comarca de Urubu pelo fato de que pertencia à freguesia de Monte Alto.
O povoado de Matas foi elevado à condição de distrito pertencente ao município de Riacho de Santana em 1921.
Em 30 de novembro de 1938, o decreto estadual nº 11089/38 altera a denominação do distrito de Matos (também conhecida como Matas) para Matina.
Ele se emancipou politicamente como Município somente em 1989, quando lei estadual aprovada pela Assembleia Legislativa da Bahia ratificou o plebiscito que aprovou a criação da nova unidade federativa, tendo sido indicado Francisco José Cardoso de Castro, pelo governador do Estado da Bahia para exercer o cargo de prefeito provisório da instalação do município em 1º de janeiro de 1990 até às eleições municipais que ocorreram em 1992, quando Carlos Alberto Fernandes se tornou o primeiro prefeito a ser eleito por voto popular.
Em novembro de 2012, o município de Matina foi impactado pela inauguração pelo governo estadual baiano das obras concluídas da primeira fase da “Adutora do Algodão”, uma rede pública de distribuição de água para abastecimento humano, animal e agrário que extraía da águas do rio São Francisco. Esta adutora contribuiu com a ampliação da segurança hídrica no município ao abastecer Matina e municípios situados nas proximidades (Guanambi, Pindaí, Candiba, Palmas de Monte Alto, Iuiú e Malhada).

## Geografia
O município de Matina possui uma área de 775,727 km² e está localizado na região Centro Sul Baiana, na microrregião de Guanambi, estando a uma distância de aproximadamente 810 km de Salvador, a capital baiana.
Este município se limita ao leste e ao sul com o município de Igaporã, ao norte com o
município de Riacho de Santana, ao oeste com Palmas de Monte Alto, como pode ser observado a seguir: 
| Noroeste: Riacho de Santana    | Norte: Riacho de Santana | Nordeste: Riacho de Santana |
| Oeste: Palmas de Monte Alto    |                          | Leste: Igaporã              |
| Sudoeste: Palmas de Monte Alto | Sul: Igaporã             | Sudeste: Igaporã            |

O município de Matina está situado no bioma Caatinga. Ele possui o clima semiárido e pertence à bacia hidrográfica do rio São Francisco,, com a totalidade de seu território drenado pela sub-bacia do rio das Rãs, também conhecida como região de gestão de águas do rio Carnaúba de Dentro.
É neste município que se encontra a nascente do Rio das Rãs, importante afluente do rio São Francisco e que banha diversos municípios, e que serve de limite entre os territórios municipais de Matina e Igaporã.

### Demografia e desenvolvimento humano
Matina possui 10330 habitantes, segundo o censo de 2022 do IBGE. Considerando o desenvolvimento humano desta população, este município possui um IDH do Município de 0,57, valor que é considerado baixo.
Do ponto de vista da desigualdade social, Matina possui um Índice de Gini de 0,46. Este índice varia de zero a um, com o valor zero representando a situação de igualdade total (todos possuem a mesma renda), enquanto o valor um é o de extrema desigualdade (uma só pessoa possui toda a riqueza).

## Organização Político-Administrativa
O Município de Matina possui uma estrutura político-administrativa composta pelo Poder Executivo, chefiado por um Prefeito eleito por sufrágio universal, o qual é auxiliado diretamente por secretários municipais nomeados por ele, e pelo Poder Legislativo, institucionalizado pela Câmara Municipal de Matina, órgão colegiado de representação dos munícipes que é composto por 9 vereadores também eleitos por sufrágio universal.

### Atuais autoridades municipais de Matina
- Prefeito: Olga Gentil de Castro Cardoso - PL (2021/-)[15]
- Vice-prefeito: Irineu Bezerra do Prado Fernandes - PL (2021/-)[15]
- Presidente da Câmara: Ademilto de Oliveira Ferreira "Dega" - PL (2021/-)[15][16][17]

## Infraestrutura

### Educação
Matina possui 9 estabelecimentos de ensino, todos públicos: uma escola estadual e oito escolas municipais.
Quanto à oferta de Educação de Jovens e Adultos (EJA) no município de Matina, ela é feita em três escolas, todas pertencentes ao Município e possuem características bastante semelhantes: Escola Municipal Joaquim Venâncio de Castro II e Escola Municipal Eraldo Tinoco (situadas na zona urbana do município); e a Escola Municipal Plínio José dos Santos (situada na localidade de Boa Vista, zona rural do município).

### Saneamento básico
Em relação ao saneamento básico no município de Matina, de acordo com dados do IBGE de 2010, foi identificado que 26,07% das famílias do município não possuíam canalização de água no domicílio, propriedade ou terreno.
Entre os anos de 1996 a 2020 ocorreram 56 mortes por Doenças Relacionadas ao Saneamento Inadequado (DRSAI). Especificamente no ano de 2020, foi registrada 1 (uma) morte.

### Transportes
A única via de acesso à sede do município de Matina se dá por meio de uma rodovia estadual (a BA-573). Esta rodovia estadual conecta as rodovias federais BR-030 (quando se desloca de Matina no sentido de Guanambi) e a BR-430 (quando se desloca de Matina no sentido de Riacho de Santana);
Matina está situada a 42 km da sede de Guanambi, a 87 km de Caetité e a 85 km de Palmas de Monte Alto. A única via de acesso a essas cidades é obtido por meio da BR-030, enquanto que o acesso para a capital do estado é efetuado por meio da BR-030, da BR-262 e da BR-324.